# 2605 Сааде
2605 Сааде (2605 Sahade) — астероїд головного поясу, відкритий 16 серпня 1974 року.
Тіссеранів параметр щодо Юпітера — 3,199.
Названий на честь Хорхе Сааде (ісп. Jorge Sahade; 1915—1988) — аргентинського астронома.